# 트랜스아에로의 운항 노선
아래는 트랜스아에로 항공의 취항지 목록이다. (2012년 2월 현재)

## 운항 노선

### 아시아

#### 동아시아
- 중화인민공화국
  - 베이징 - 베이징 서우두 국제공항
  - 상하이 - 상하이 푸둥 국제공항 계절편
  - 싼야 - 싼야 피닉스 국제공항 전세편
- 홍콩
  - 홍콩 - 홍콩 첵랍콕 국제공항
- 일본
  - 도쿄 - 도쿄 나리타 국제공항 계절편

#### 동남아시아
- 베트남
  - 호치민 - 떤선녓 국제공항 전세편
- 싱가포르
  - 싱가포르 - 싱가포르 창이 국제공항
- 인도네시아
  - 발리 - 응우라라이 공항
- 태국
  - 방콕 - 수완나품 국제공항
  - 푸껫 - 푸껫 국제공항 전세편

#### 남아시아
- 인도
  - 뉴델리 - 인디라 간디 국제공항
  - 구아 - 다보림 공항 전세편
- 몰디브
  - 말레 - 말레 국제공항 전세편

#### 중앙아시아
- 카자흐스탄
  - 아스타나 - 아스타나 국제공항
  - 알마티 - 알마티 국제공항
  - 쉼켄트 - 쉼켄트 공항
  - 아크타우 - 아크타우 국제공항
  - 악토베 - 악토베 공항
  - 아트야우 - 아트야우 공항
  - 오랄 - 오랄 아크주 공항
  - 카라간다 - 카라간다 공항
  - 코스타나이 - 코스타나이 공항
  - 키질로르다 - 키질로르다 공항
- 우즈베키스탄
  - 타슈켄트 - 타슈켄트 국제공항

#### 서남아시아
- 아랍에미리트
  - 아부다비 - 아부다비 국제공항
  - 두바이 - 두바이 국제공항
- 이스라엘
  - 텔아비브 - 벤구리온 국제공항
  - 엘리아트 - 엘리아트 공항
- 튀르키예
  - 이스탄불 - 아타튀르크 국제공항
  - 안탈리아 - 안탈리아 공항
  - 달라만 - 달라만 공항
  - 이즈미르 - 아드난 멘데레스 공항

### 아프리카
- 세이셸
  - 마헤 - 세이셸 국제공항 계절편
- 이집트
  - 샤름엘셰이크 - 샤름엘셰이크 국제공항
  - 후르가다 - 후르가다 국제공항
- 튀니지
  - 모나스티르 - 모나스티르 하비브 부르기바 국제공항 전세편

### 유럽

#### 서유럽
- 영국
  - 런던 - 런던 히드로 국제공항
- 프랑스
  - 파리 - 파리 오를리 공항
  - 리옹 - 생텍쥐페리 국제공항 계절편
- 독일
  - 베를린 - 베를린 테겔 국제공항
  - 프랑크푸르트 - 프랑크푸르트 국제공항

#### 중유럽
- 오스트리아
  - 빈 - 빈 국제공항
  - 잘츠부르크 - 잘츠부르크 공항 전세편

#### 남유럽
- 그리스
  - 아테네 - 아테네 국제공항
  - 로도스 - 로도스 국제공항 계절편
  - 이라클리온 - 이라클리온 국제공항 계절편
  - 하니아 - 하니아 국제공항 계절편
  - 코르푸 - 코르푸 국제공항 계절편
  - 코스섬 - 코스 국제공항 계절편
  - 파트라스 - 아트록스 공항 계절편
- 스페인
  - 마드리드 - 마드리드 바라하스 국제공항
  - 바르셀로나 - 바르셀로나 엘프라트 공항
  - 가로니아 - 가로니아 코스타 벨로비아 공항 계절편
  - 마요르카 - 마요르카 공항
  - 말라가 - 말라가 공항[2]
  - 알리칸테 - 알리칸테 공항 계절편
  - 테네리페 - 테네리페 남부 공항 계절편
- 키프로스
  - 라르나카 - 라르나카 국제공항
  - 파포스 - 파포스 국제공항
- 포르투갈
  - 리스본 - 리스본 포르투 공항[3]
  - 마데이라 - 마데이라 공항 전세편[4][5]
  - 파루 - 파루 공항 계절편

#### 동유럽
- 라트비아
  - 리가 - 리가 국제공항
- 불가리아
  - 부르가스 - 보우르가스 공항 계절편
  - 바르나 - 바르나 공항 계절편
- 체코
  - 파르두비체 - 파르두비체 공항 계절편
- 크로아티아
  - 두브로브니크 - 두브로브니크 국제공항 계절편
  - 스플리트 - 스플리트 공항 계절편
  - 프루나 - 프루나 공항 계절편

#### 북유럽
- 러시아
  - 모스크바 - 브누코보 국제공항 허브
  - 상트페테르부르크 - 풀코보 국제공항 허브
  - 예카테린부르크 - 콜초보 공항 전세편 허브
  - 블라디보스토크 - 블라디보스토크 국제공항 포커스 시티
  - 노보시비르스크 - 톨마쵸보 국제공항
  - 노보 우란고이 - 노보 우란고이 공항
  - 로스토프나도누 - 로스토프나도누 공항
  - 마가단 - 소콜 공항
  - 마그니토고르스크 - 마그니토고르스크 공항
  - 미네랄 보디 - 미네랄 보디 공항
  - 블라고베셴스크 - 이나티비오 공항
  - 사마리아 - 쿠로마치 국제공항
  - 소치 - 소치 국제공항
  - 아나디르 - 우고니 공항
  - 안나파 - 안나파 공항
  - 야쿠츠크 - 야쿠츠크 공항
  - 옴스크 - 첸트랄니 공항
  - 우파 - 우파 공항
  - 울란우데 - 울란우데 공항
  - 유즈노사할린스크 - 유즈노사할린스크 공항
  - 이르쿠츠크 - 이르쿠츠크 공항
  - 카잔 - 카잔 공항
  - 크라스노다르 - 파시코브스키 공항
  - 크라스노야르스크 - 예밀야노보 공항
  - 톰스크 - 보가쇼보 공항
  - 페름 - 볼쇼에 사비노 공항
  - 페트로파블롭스크캄차츠키 - 페트로파블롭스크캄차츠키 공항
  - 하바롭스크 - 하바롭스크 공항
  - 한티만시스크 - 한티만시스크 공항
- 우크라이나
  - 키예프 - 보리스필 국제공항
  - 드네프로페트로프스크 - 드네프로페트로프스크 국제공항
  - 심페로폴 - 심페로폴 국제공항
  - 하르코프 - 하르코프 국제공항

### 아메리카

#### 북아메리카
- 미국
  - 뉴욕 - 뉴욕 존 F. 케네디 국제공항
  - 로스앤젤레스 - 로스앤젤레스 국제공항
  - 마이애미 - 마이애미 국제공항
- 캐나다
  - 토론토 - 토론토 피어슨 국제공항 계절편
- 멕시코
  - 캉쿤 - 캉쿤 국제공항

#### 카리브해
- 쿠바
  - 아바나 - 호세 마르티 국제공항 전세편
  - 바라델로 - 후안 고르베토 고메즈 공항 전세편
- 도미니카 공화국
  - 푸에르토플라타 - 그레고리오 국제공항
  - 푼타카나 - 푼타카나 국제공항
- 자메이카
  - 몬테고베이 - 샹스터 국제공항 전세편[6]

## 과거 취항지

### 아시아

#### 동아시아
- 중화인민공화국
  - 광저우 - 광저우 바이윈 국제공항

#### 남아시아
- 인도
  - 암리차르 - 스리 구루 람 다스 지 국제공항

### 아프리카

#### 남아프리카
- 남아프리카 공화국
  - 요하네스버그 - OR 탐보 국제공항

### 유럽

#### 서유럽
- 영국
  - 런던 - 런던 개트윅 국제공항
  - 맨체스터 - 맨체스터 공항
- 프랑스
  - 스트라스부르 - 스트라스부르 공항
- 룩셈부르크
  - 룩셈부르크 시티 - 룩셈부르크 핀델 국제공항

#### 동유럽
- 러시아
  - 모스크바 - 셰레메티예보 국제공항
  - 모스크바 - 도모데도보 국제공항
- 리투아니아
  - 빌뉴스 - 빌뉴스 국제공항
- 우크라이나
  - 도네츠크 - 도네츠크 국제공항
  - 오데사 - 오데사 국제공항 - (무기한 운항중단)

### 아메리카

#### 북아메리카
- 캐나다
  - 몬트리올 - 몬트리올 피에르 엘리오트 트뤼도 국제공항

#### 남아메리카
- 브라질
  - 리우데자네이루 - 리우데자네이루 갈레앙 국제공항
  - 상파울루 - 상파울루 구아룰류스 국제공항

### 오세아니아
- 오스트레일리아
  - 시드니 - 시드니 킹스포드 스미스 국제공항